# اختفاء طائرة القوة الجوية الهندية أن-32
في 22 يوليو 2016، إختفت طائرة نقل من طراز أنتونوف أن-32 ذات محرك توربيني مزدوج تابعة لالقوات الجوية الهندية بينما كانت تحلق فوق خليج البنغال. كانت الطائرة متوجه من قاعدة القوة الجوية تامبارام في مدينة تشيناي على الساحل الغربي لخليج البنغال إلى ميناء بلير في جزر أندمان ونيكوبار. كان هناك 29 شخصاً على متن الطائرة. فقد إتصال الرادار بالطائرة في الساعة 9:12 صباحاً، على بعد 280 كليومتر إلى الشرق من مدينة تشيناي. أصبحت عملية البحث والإنقاذ أكبر عملية بحث في الهند عن طائرة فقدت في البحر في التاريخ.

## الركاب
كان هناك تسعة وعشرين شخصاً على متن الطائرة، ستة من أفراد الطاقم، وإحدى عشرة من أفراد القوات الجوية الهندية، وإثنين من جنود الجيش الهندي، أحدهم من البحرية الهندية والأخر من خفر السواحل الهندي. وثمانية من الدفاع المدني يعملون مع مستودع التسليح البحري (NAD).

## الاختفاء والبحث
أقعلت طائرة أنتونوف أن-32 من قاعدة القوة الجوية تامبارام في مدينة تشيناي في الساعة 8:30 صباحاً بالتوقيت المحلي يوم 22 يوليو 2016. وكان من المتوقع أن تهبط الطائرة في ميناء بلير في حوالي الساعة 11:45 بالتوقيت المحلي. أطلقت القوات البحرية الهندية وخفر السواحل الهندي عملية كبيرة للبحث والإنقاذ، وذلك باستخدام غواصة، وإثنا عشر سفينة على السطح، وخمس طائرات.
في اليوم الثالث من اختفاء الطائرة، تم نشر ستة عشر سفينة وخواصة واحدة وستة طائرات للبحث عن الطائرة المفقودة في خليج البنغال، نحو 150 ميلا بحريا شرق مدينة تشيناي. في الأول من أغسطس، تم التأكيد على إن الطائرة كانت بدون جهاز لتحديد الموقع تحت الماء (underwater locator beacon). لكن ديها اثنان من مرسلات الطوارئ لتحديد المواقع (ELTs). يوم 15 سبتمبر 2016، ألغيت عمليات البحث والإنقاذ، وكل الركاب التسعة والعشرين أعتبروا موتى وتم إبلاغ أسرهم.